# Dolços de fruites a la cuina turca

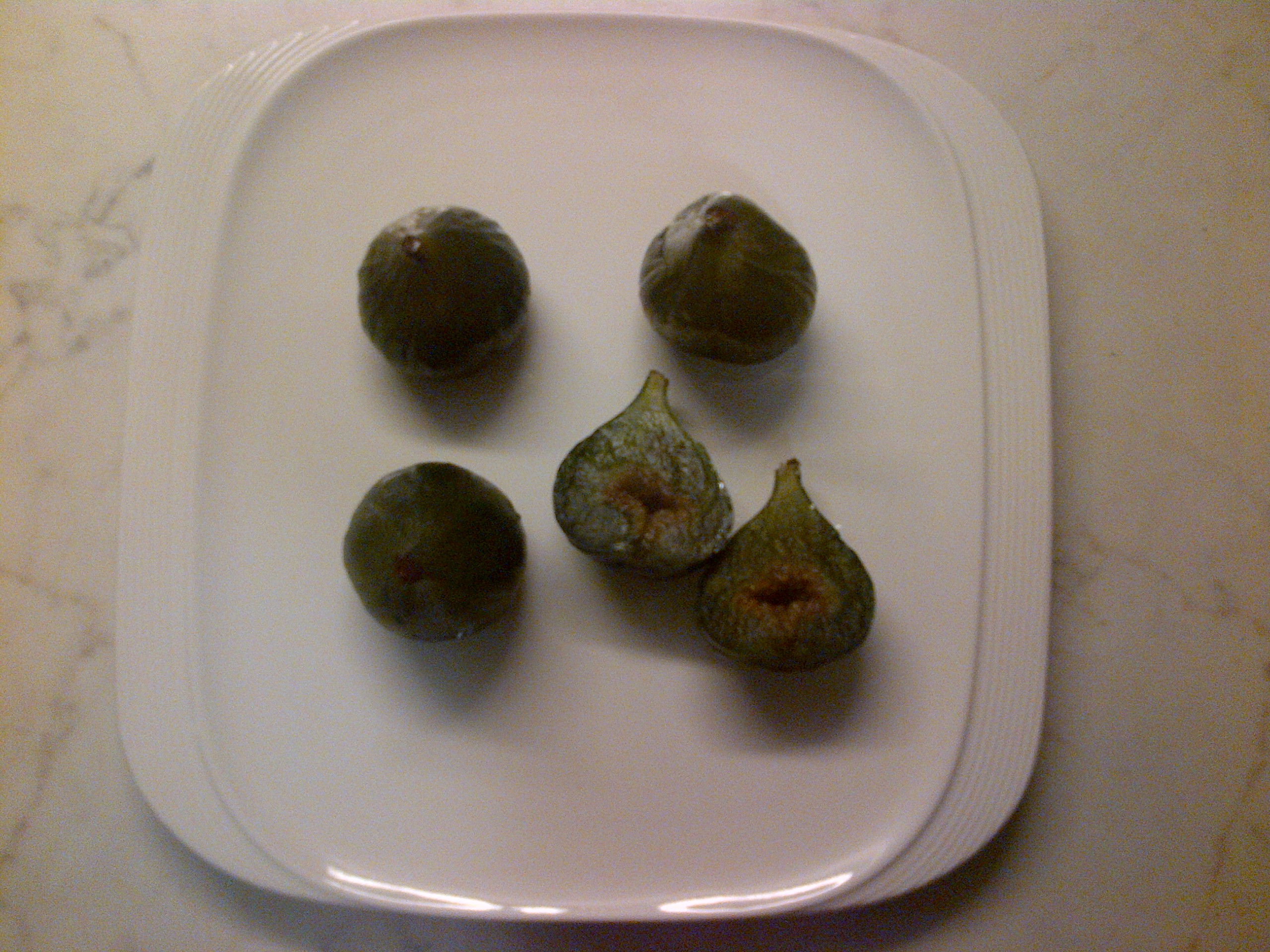
Dolç de figues.

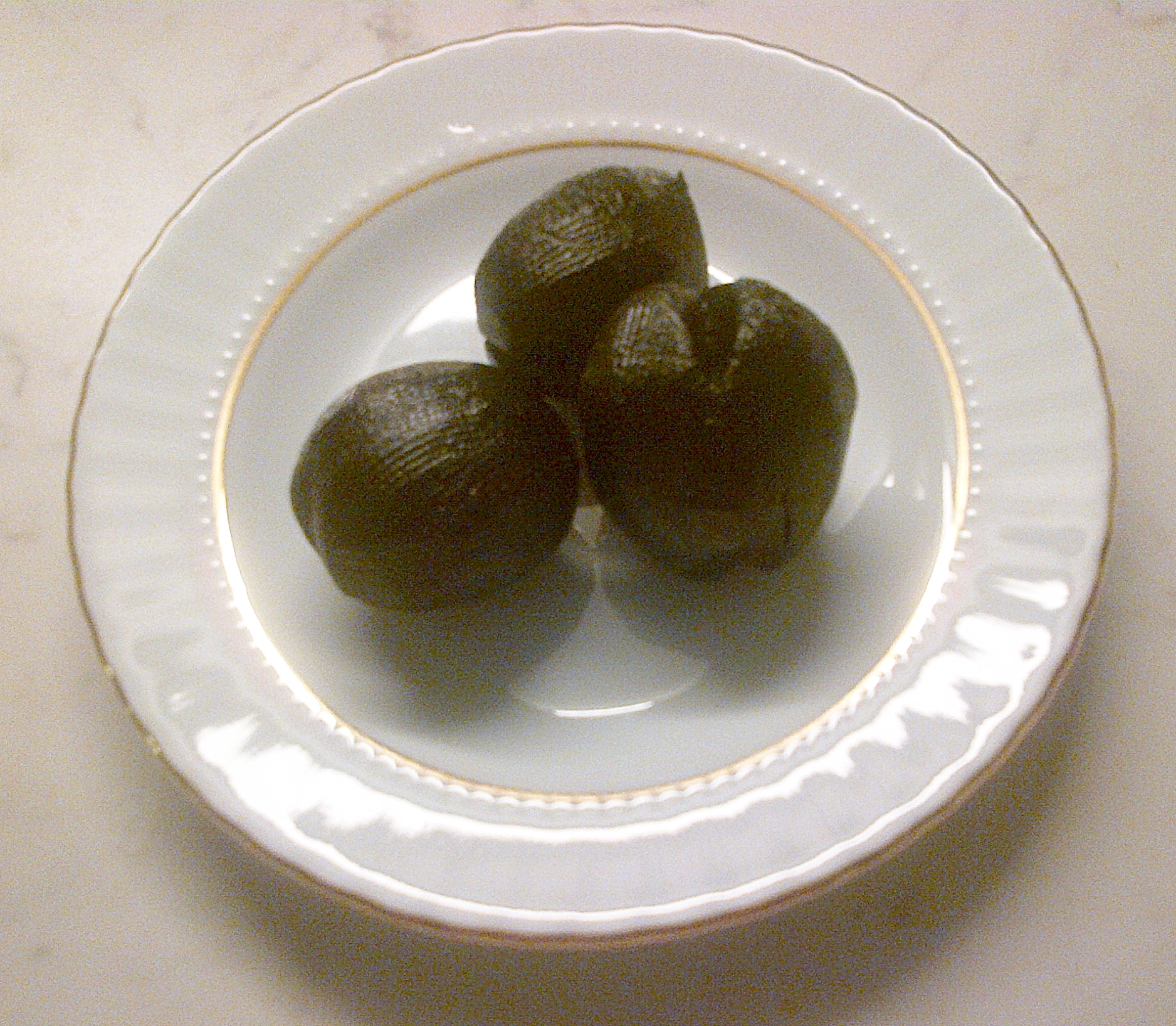
Dolç de nous fresques.

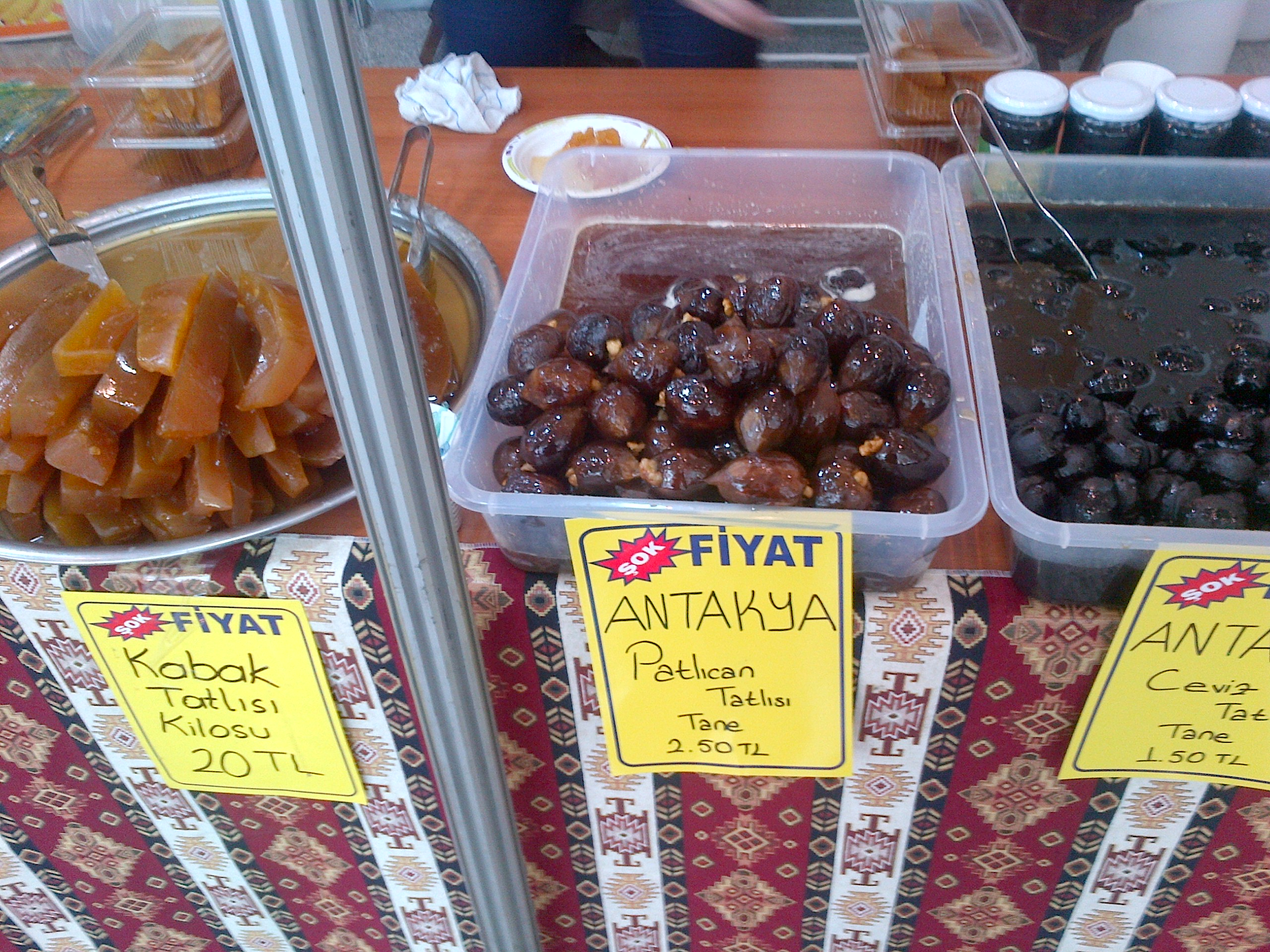
Dolços d'albergínies, nous i carbasses

Els dolços de fruites a la cuina turca són variats i diferents a les postres de fruites com les postres de codonyat. Aquests dolços tant es poden consumir com a postres en els àpats com també a l'hora del te o sols, fins i tot al carrer. A Turquia els dolços de fruites (turc: Meyve şekerlemeleri) pot ser amb nous fresques (verda enter), carbasses, figues, codonyats, cireres, mandariner, albergínies, taronges amargues, taronges i les peles de taronges, entre d'altres.
Aquests dolços semblen, mes que la fruita en almívar, a la fruita cristal·litzada de Mèxic, ja que es fa servir calç viva en l'elaboració de tots, amb l'excepció de dolç de castanyes.
Els dolços de fruites turcs es fan especialment a la província de Hatay, al sud del país. D'altra banda, els dolços de castanyes són especialitats de la ciutat i província de Bursa a Turquia.